# Eric Lange
Eric Lange (Hamilton, Ohio; 19 de febrero de 1973) es un actor de cine y televisión estadounidense, más conocido por su papel como Stuart Radzinsky en la serie de televisión Lost y por su papel del Sr. Sikowitz en Victorious (curiosamente, él y la estrella de Victorious, Victoria Justice comparten la misma fecha de nacimiento, pero con 20 años de diferencia).
Se graduó de la Universidad de Miami en Oxford (Ohio).
Hizo el papel de Gerente de Erik en la comedia de la televisión Easy to Assemble. También ha sido estrella invitada en La Ley y el Orden: Unidad de víctimas especiales y My Name is Earl. También interpretó a un entrenador de baloncesto en el programa de ABC Modern Family.
En 2006, fue artista invitado en Cold Case, donde interpretó a "Lyle".
En 2010, retrató a John Skrzynsky en la película de HBO No conoces a Jack, la biografía del controvertido Doctor Kevorkian Jack. Él interpretó el papel de Andy Beyer en la película de Disney Secretariat. Lange tiene un papel recurrente en Weeds como el periodista Vaughn Coleman.
El 11 de junio de 2011, Lange fue estrella invitada en iCarly en el episodio "iParty With Victorious", el primer evento crossover iCarly y Victorious.

## Televisión
| Año       | Serie                             | Personaje            | Notas |
| --------- | --------------------------------- | -------------------- | --- |
| 1998      | The Bold and the Beautiful        | Dr. Larson / Manager | 3 episodios                                                                                               |
| 2001      | Angel                             | Lubber #1            | 1 episodio                                                                                                |
| 2006      | Cold Case                         | Lyle                 | 1 episodio                                                                                                |
| 2007      | Lost                              | Stuart Radzinsky     | Recurrente, serie de TV (5.ª temporada)                                                                   |
| 2009—2012 | Easy to Assemble                  | Erik                 | Recurrente                                                                                                |
| 2010      | Law & Order: Special Victims Unit | Bryce Kelton         | 1 episodio                                                                                                |
| 2010      | Modern Family                     | Coach Stupak         | 1 episodio                                                                                                |
| 2010—2013 | Victorious                        | Erwin Sikowitz       | personaje recurrente (27 episodios), serie de TV Nickelodeon                                              |
| 2011      | iCarly                            | Erwin Sikowitz       | Estrella Invitada episodio "Fiesta con Victorious" (Temporada 4, episodios 11-13) serie de TV Nickelodeon |
| 2013      | Sam & Cat                         | Erwin Sikowitz       | Estrella Invitada, episodio "#MammaGomma" (Temporada 1, episodio 9)                                       |
| 2013—2014 | The Bridge                        | Kenneth Hastings     | Coprotagonista                                                                                            |
| 2015      | Secrets & Lies                    | Danny Gold           | Estrella Invitada, 2 episodios                                                                            |
| 2015      | Directo al corazón                | Dr. Silverman        | Secundario                                                                                                |
| 2015      | Masters of Sex                    | David Buckland       | Estrella Invitada, episodio "Parliament of Owls"                                                          |
| 2015      | Anatomía de Grey                  | Steven               | Estrella Invitada, episodio "Sledgehammer"                                                                |
| 2016      | Narcos                            | Bill Stechner        | Estrella Invitada, 2 episodio                                                                             |
| 2016      | Fear, Inc.                        | Officer Smith        | Secundario                                                                                                |
| 2021      | Nuevo sabor a cereza              | Lou Burke            | Principal                                                                                                 |

## Cine
| Año  | Película            | Personaje           | Notas        |
| ---- | ------------------- | ------------------- | ------------ |
| 2010 | You Don't Know Jack | John Skrzynsky      | Secundario   |
| 2010 | Secretariat         | Andy Beyer          | Secundario   |
| 2014 | Primicia mortal     | Ace Video Cameraman | Secundario   |
| 2014 | Bread and Butter    | Dr. Wellburn        | Protagonista |
| 2015 | Danny Collins       | Doctor Silverman    | Secundario   |
| 2025 | Thunderbolts*       | Dr. Houston         | Secundario   |